# Virgo (interferômetro)
O Interferômetro Virgo é um instrumento de grande escala para a deteção de ondas gravitacionais. Está localizado em Santo Stefano a Macerata, perto da cidade de Pisa, na Itália. O detector – um interferômetro de Michelson – tem dois braços com 3 quilômetros de comprimento e contém os seus espelhos e instrumentos num vácuo.
O Virgo faz parte de uma colaboração científica de laboratórios de seis países: Itália e França (os dois países por trás do projeto), Países Baixos, Polônia, Hungria e Espanha. Outros interferômetros similares ao Virgo têm o mesmo objetivo de detectar ondas gravitacionais, incluindo os dois interferômetros LIGO nos Estados Unidos. Desde 2007, Virgo e LIGO concordaram em compartilhar e analisar conjuntamente os dados registrados pelos seus detectores e publicar em conjunto seus resultados. Como os detectores interferométricos não são direcionais (eles examinam todo o céu) e estão procurando sinais que são fracos e infrequentes, a detecção simultânea de uma onda gravitacional em vários instrumentos é necessária para confirmar o sinal e determinar sua origem.
O interferômetro é nomeado em homenagem ao Aglomerado de Virgem de cerca de 1.500 galáxias na constelação de Virgo, cerca de 50 milhões de anos-luz da Terra. Como nenhuma fonte terrestre de onda gravitacional é suficientemente poderosa para produzir um sinal detectável, Virgo deve observar o Universo. Quanto mais sensível o detector, mais pode ver ondas gravitacionais, o que aumenta o número de fontes potenciais.

## Observações
LIGO e Virgo provavelmente viram o primeiro buraco negro engolindo uma estrela de nêutrons.